# Salpis dentilineata
Salpis dentilineata là một loài bướm đêm trong họ Geometridae.